# Comuna Ibănești, Mureș
Ibănești (în maghiară: Libánfalva) este o comună în județul Mureș, Transilvania, România, formată din satele Blidireasa, Brădețelu, Dulcea, Ibănești (reședința), Ibănești-Pădure, Lăpușna, Pârâu Mare, Tireu, Tisieu și Zimți.

## Demografie
Componența etnică a comunei Ibănești
     Români (94,44%)
     Alte etnii (5,56%)
Componența confesională a comunei Ibănești
     Ortodocși (85,31%)
     Greco-catolici (3,75%)
     Adventiști (2,27%)
     Penticostali (1,63%)
     Alte religii (1,04%)
     Necunoscută (6%)
Conform recensământului efectuat în 2021, populația comunei Ibănești se ridică la 4.049 de locuitori, în scădere față de recensământul anterior din 2011, când fuseseră înregistrați 4.357 de locuitori. Majoritatea locuitorilor sunt români (94,44%). Din punct de vedere confesional, majoritatea locuitorilor sunt ortodocși (85,31%), cu minorități de greco-catolici (3,75%), adventiști (2,27%) și penticostali (1,63%), iar pentru 6% nu se cunoaște apartenența confesională.

## Politică și administrație
Comuna Ibănești este administrată de un primar și un consiliu local compus din 13 consilieri. Primarul, Vasile Dumitru Dan[*], de la Partidul Social Democrat, este în funcție din 2000. Începând cu alegerile locale din 2024, consiliul local are următoarea componență pe partide politice:
|  | Partid                          | Consilieri | Componența Consiliului | Componența Consiliului | Componența Consiliului | Componența Consiliului | Componența Consiliului | Componența Consiliului | Componența Consiliului | Componența Consiliului |
|  | ------------------------------- | ---------- | ---------------------- | ---------------------- | ---------------------- | ---------------------- | ---------------------- | ---------------------- | ---------------------- | ---------------------- |
|  | Partidul Social Democrat        | 8          |                        |                        |                        |                        |                        |                        |                        |                        |
|  | Alianța pentru Unirea Românilor | 2          |                        |                        |                        |                        |                        |                        |                        |                        |
|  | Partidul Național Liberal       | 2          |                        |                        |                        |                        |                        |                        |                        |                        |
|  | Partidul Mișcarea Populară      | 1          |                        |                        |                        |                        |                        |                        |                        |                        |

## Atracții turistice
- Mănăstirea „Sfântul Nicolae” din satul Lăpușna
- Biserica de lemn din Lăpușna
- Castelul de vânătoare din Lăpușna
- Biserica ortodoxă din satul Ibănești
- Monumentul Eroilor din Ibănești
- Biserica greco-catolică din Ibănești

## Personalități născute aici
- Eugen Nicoară (1893 - 1985), medic militar.
- Mihai Răducu (1956 - 2024), actor
- Ioan-Cristian Chirteș (n. 1972), politician.

## Imagini

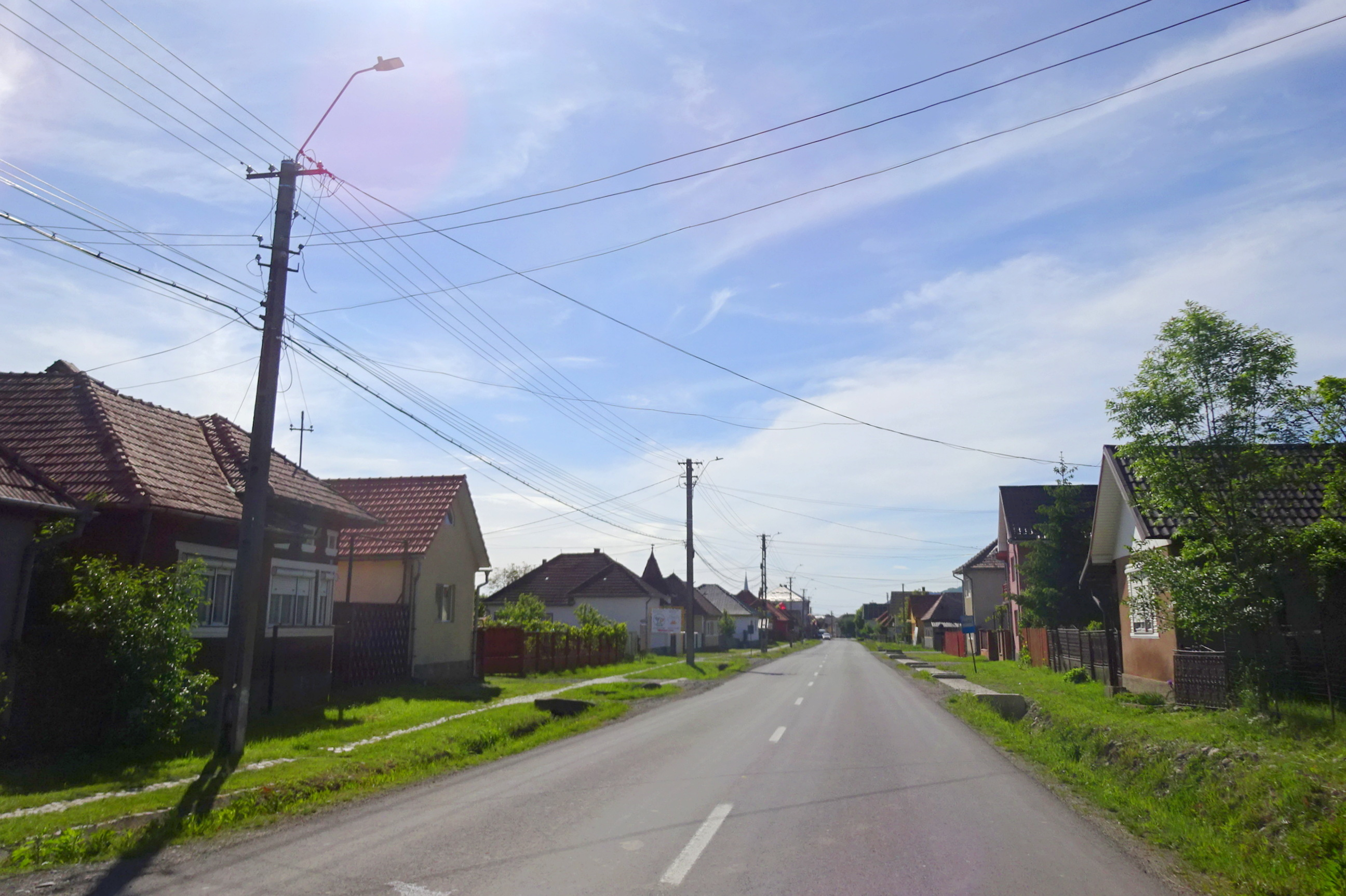
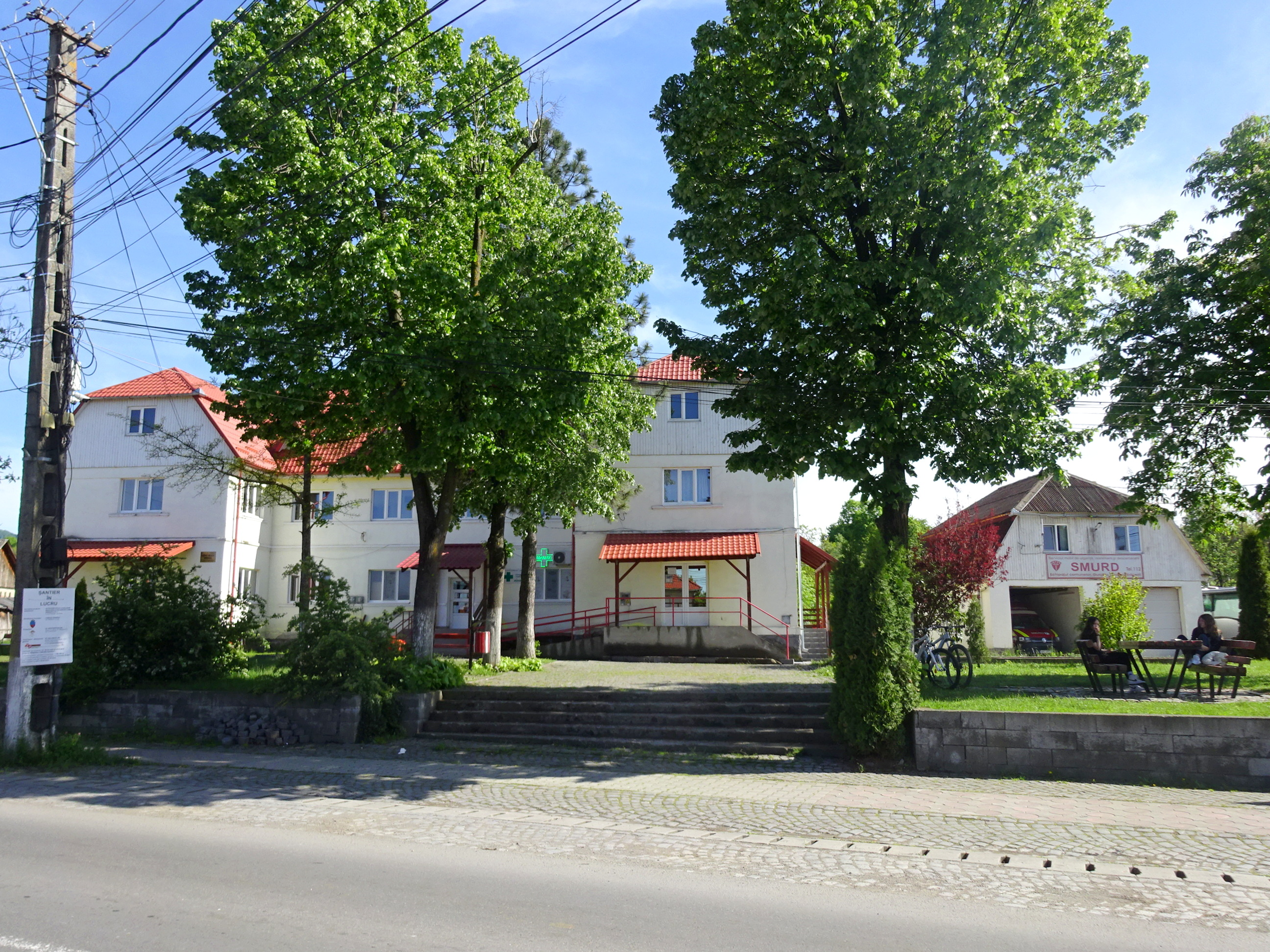
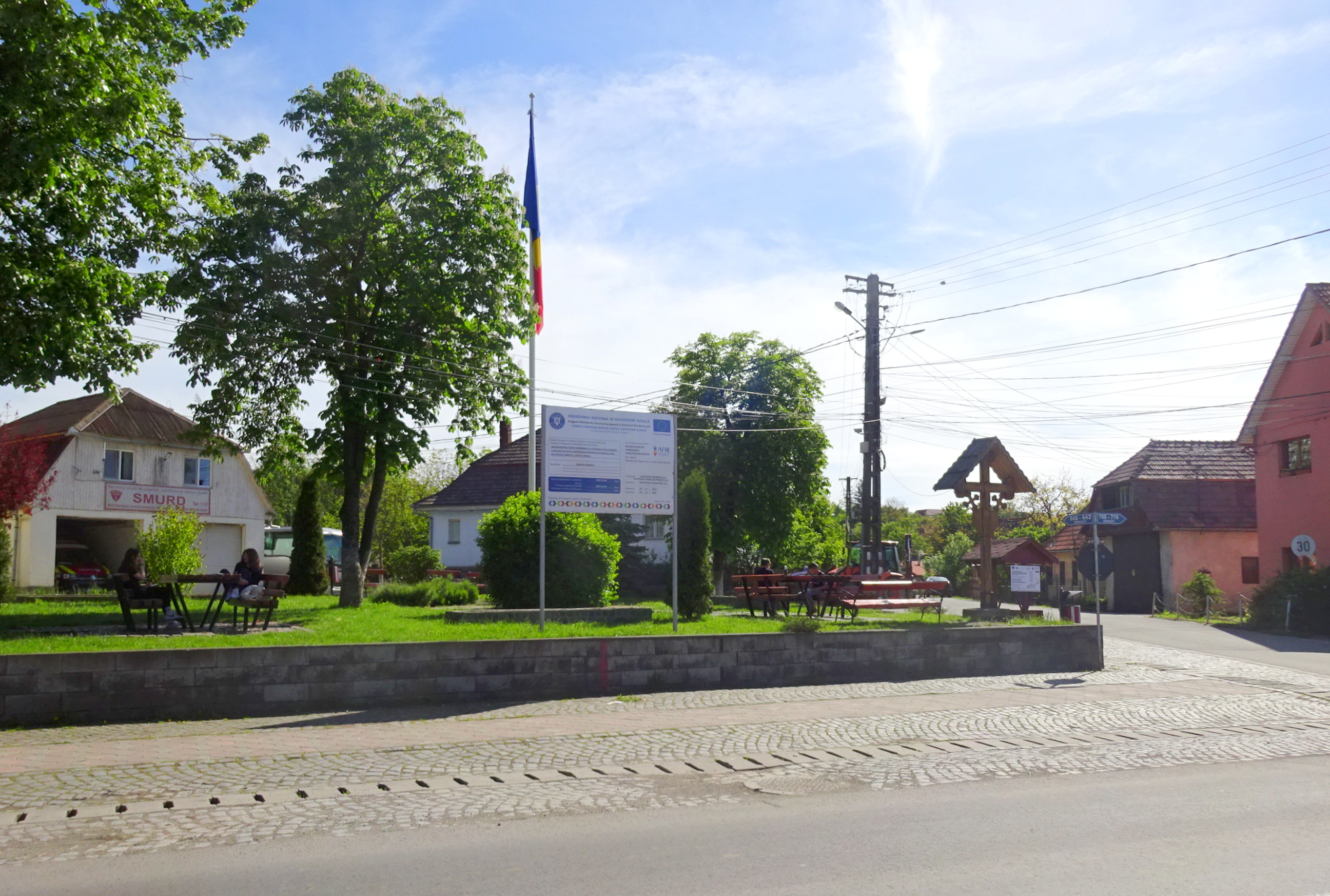
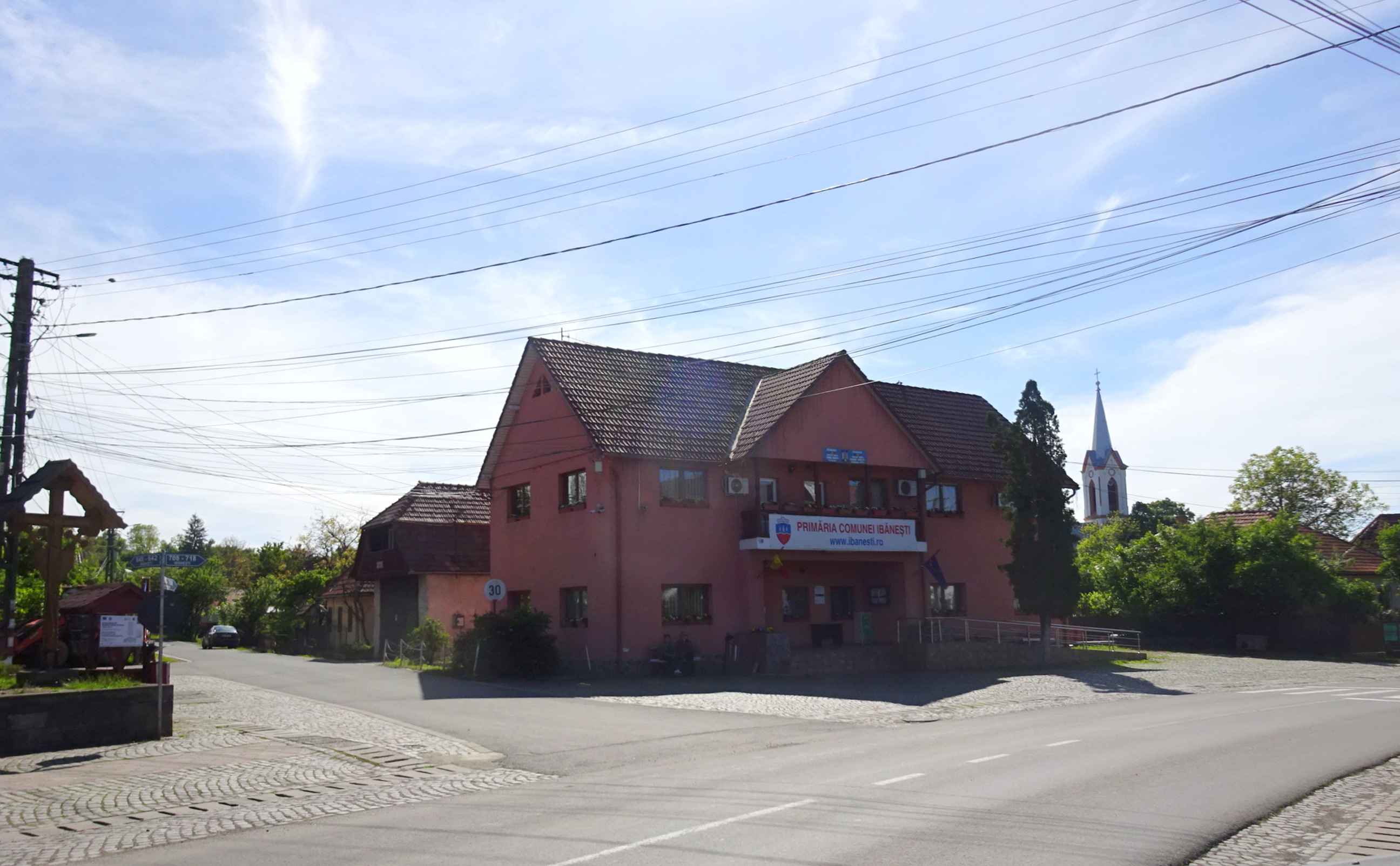
Primăria comunei
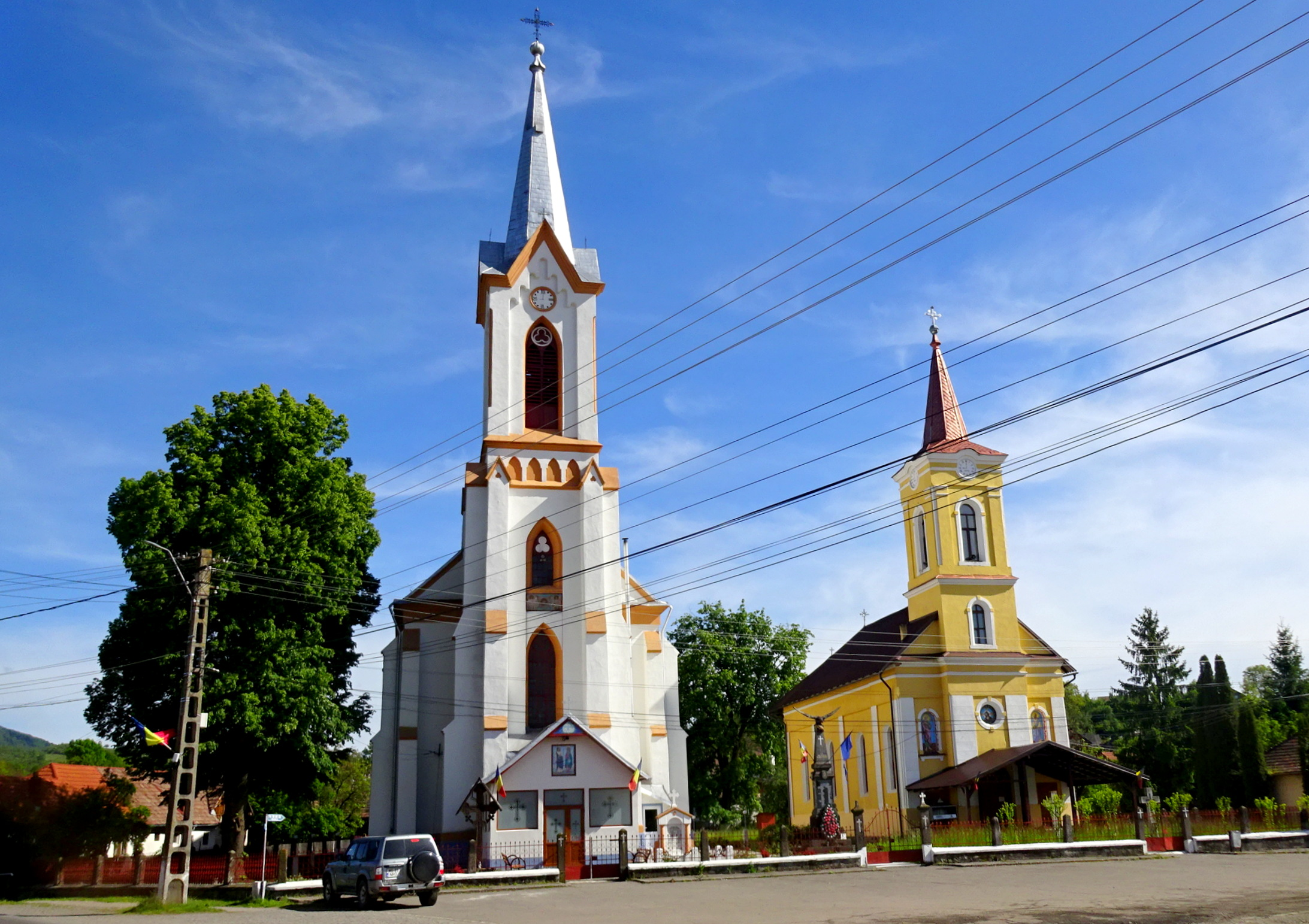
Bisericile ortodoxă și greco-catolică (Ibănești sat)
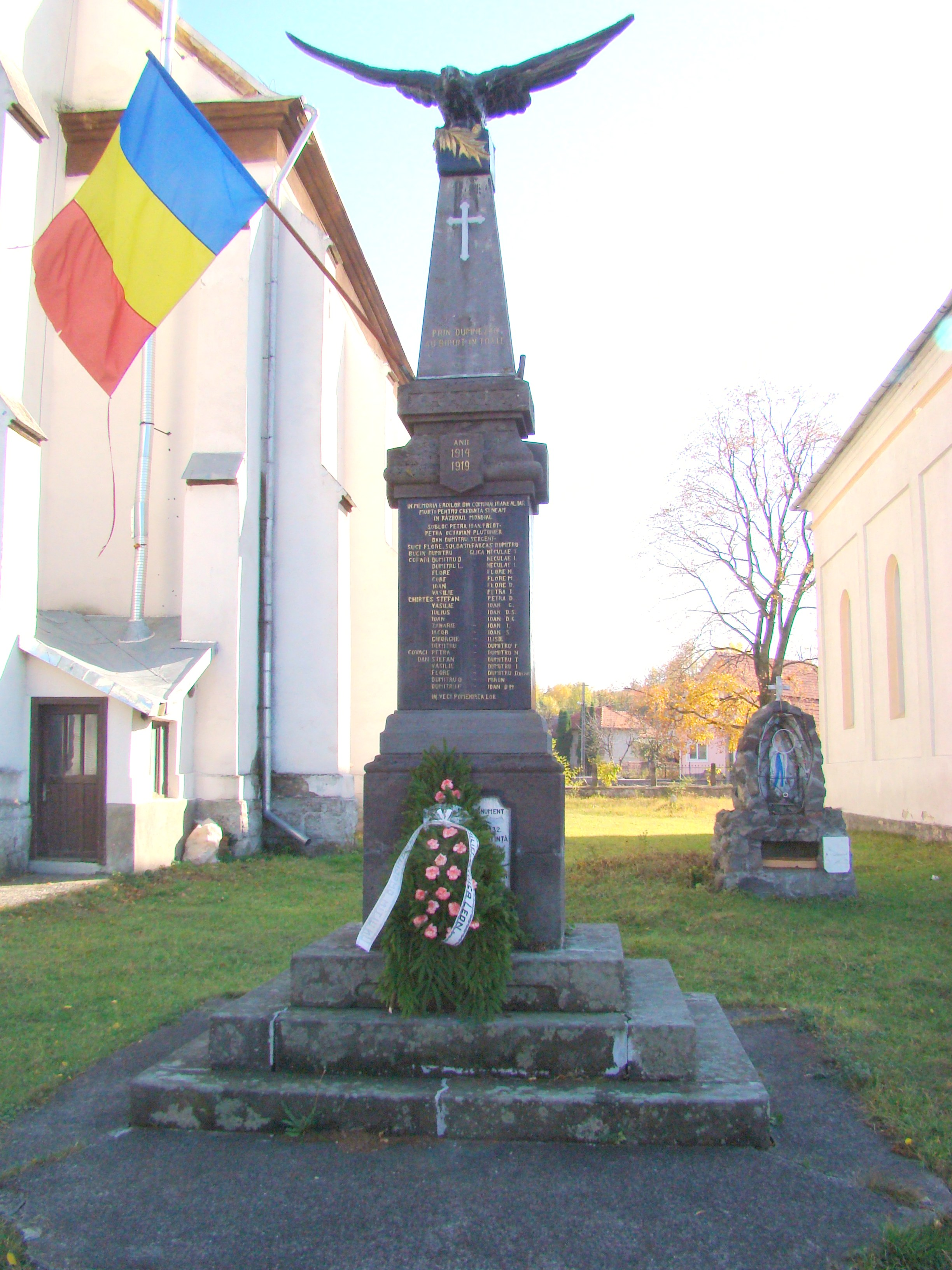
Monumentul eroilor din Ibănești, obelisc ridicat în 1932
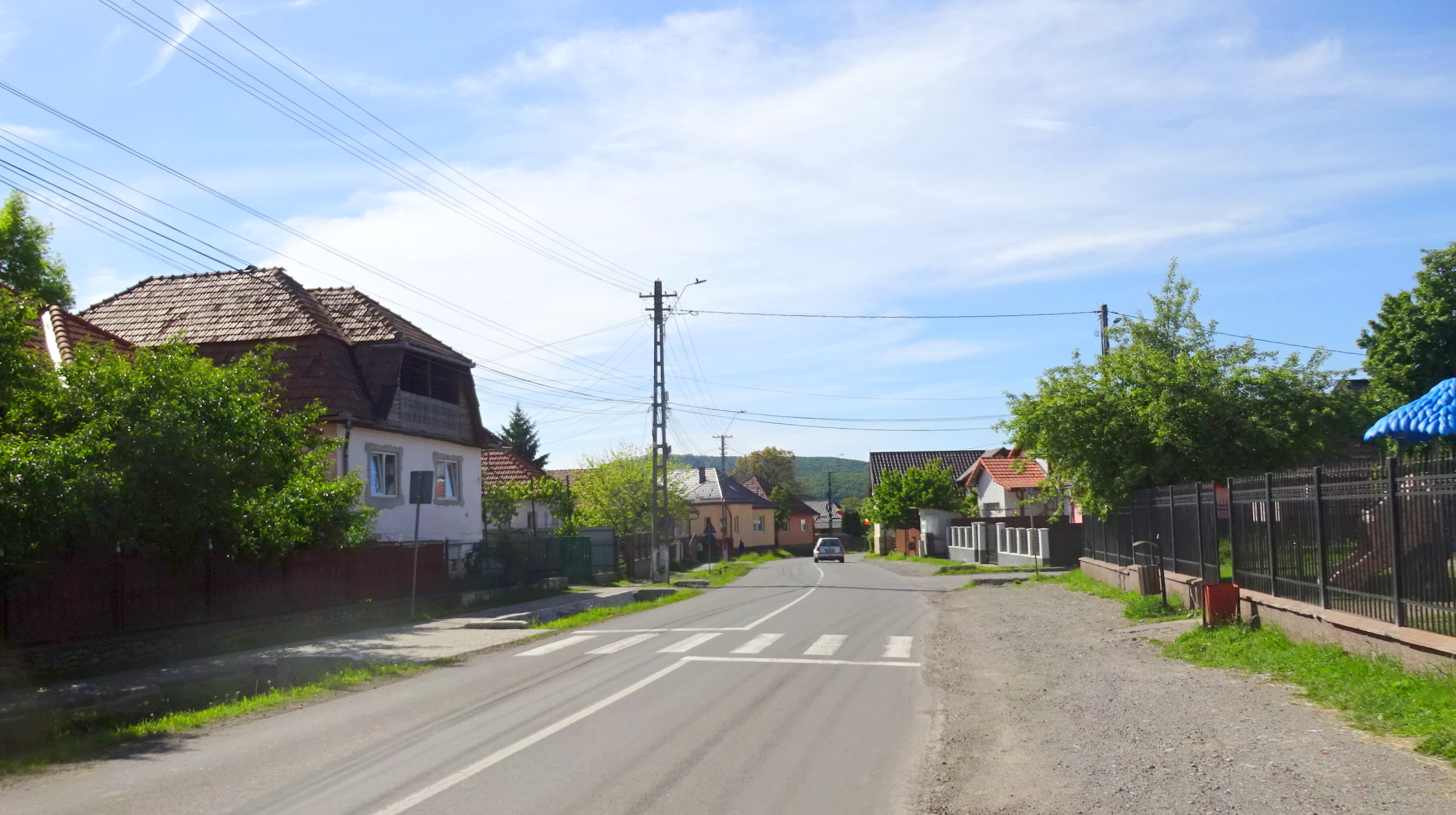
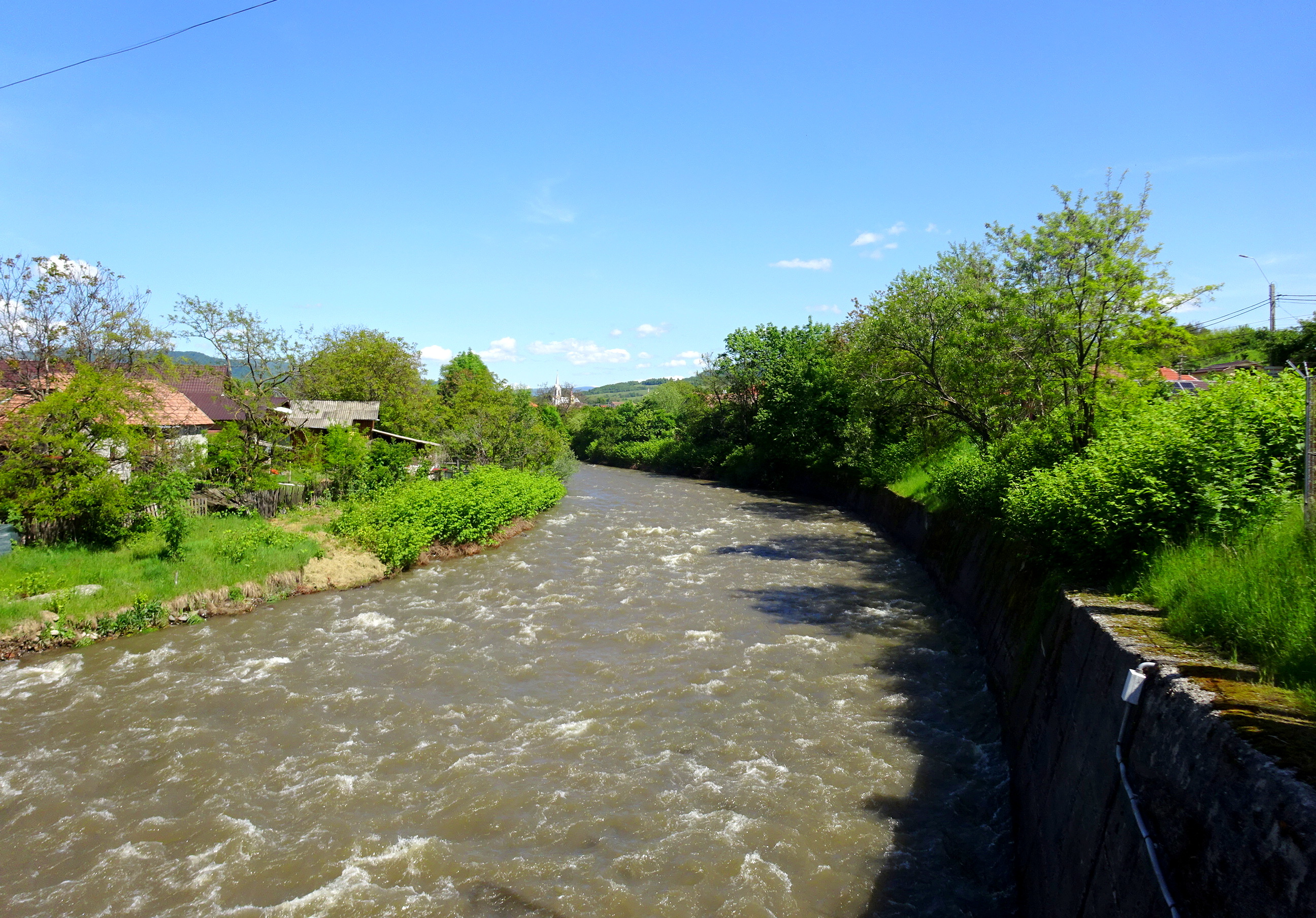
Râul Gurghiu lângă Ibănești
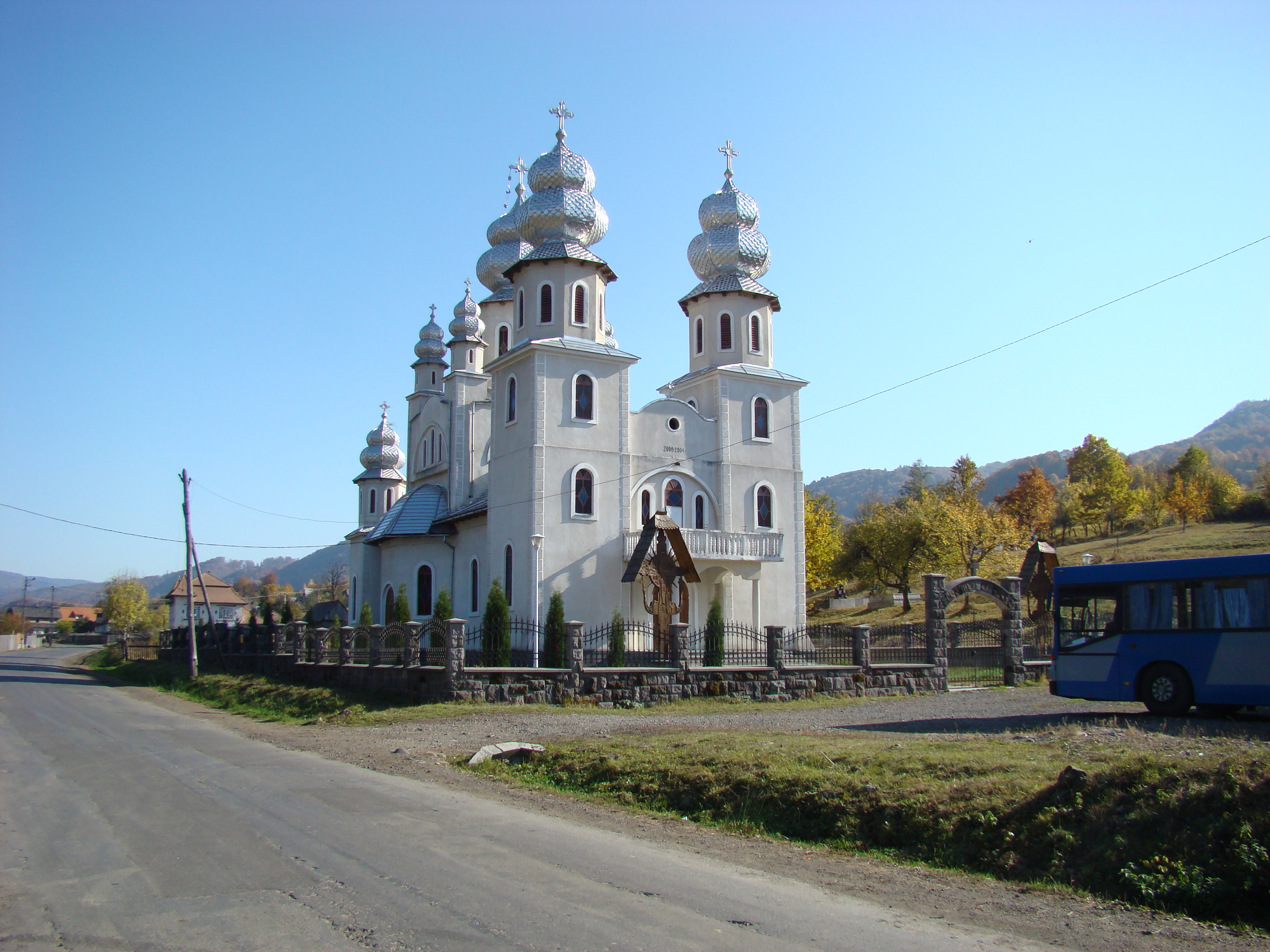
Biserica ortodoxă din Ibănești-Pădure
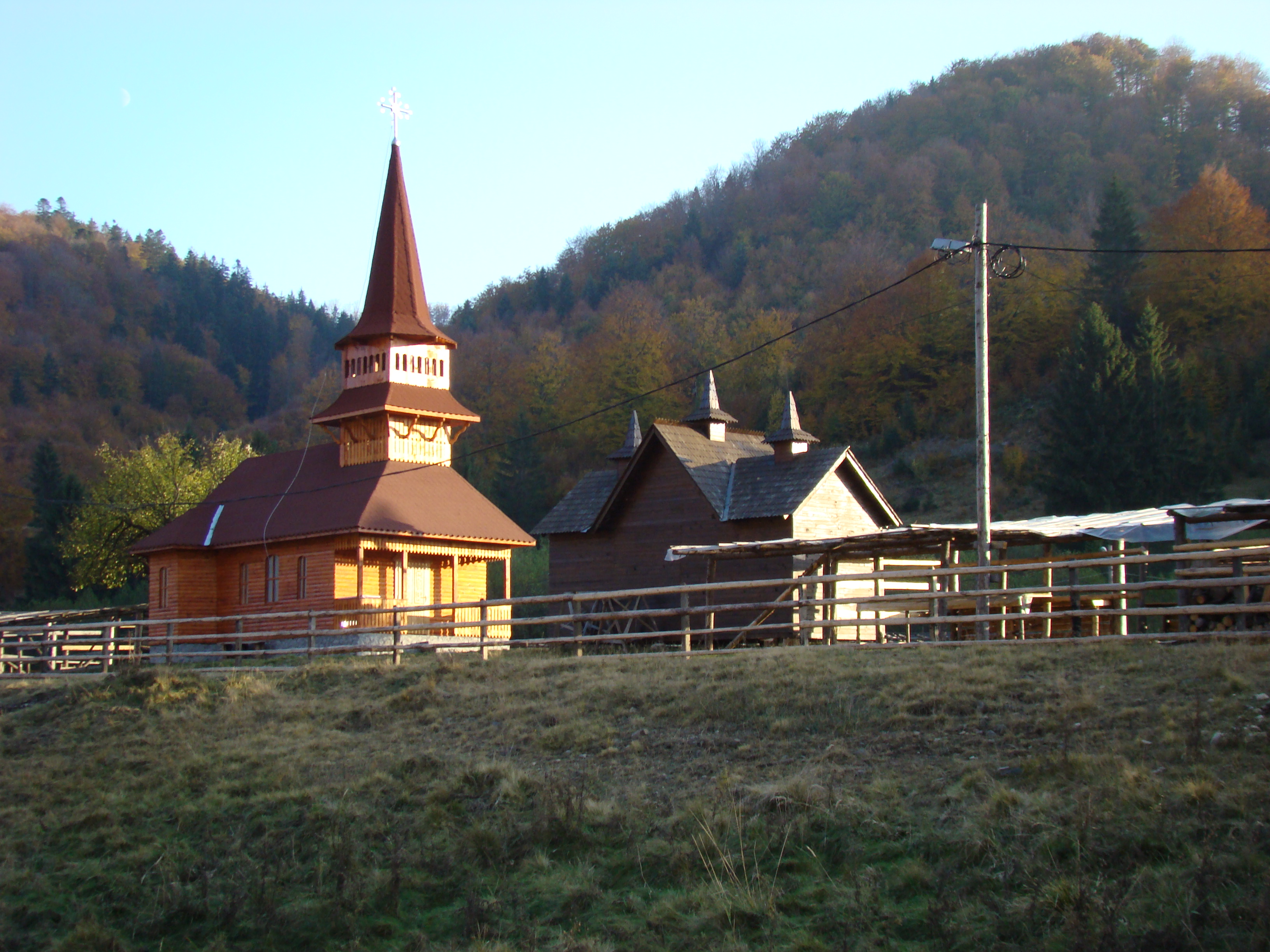
Biserica de lemn din satul Zimți
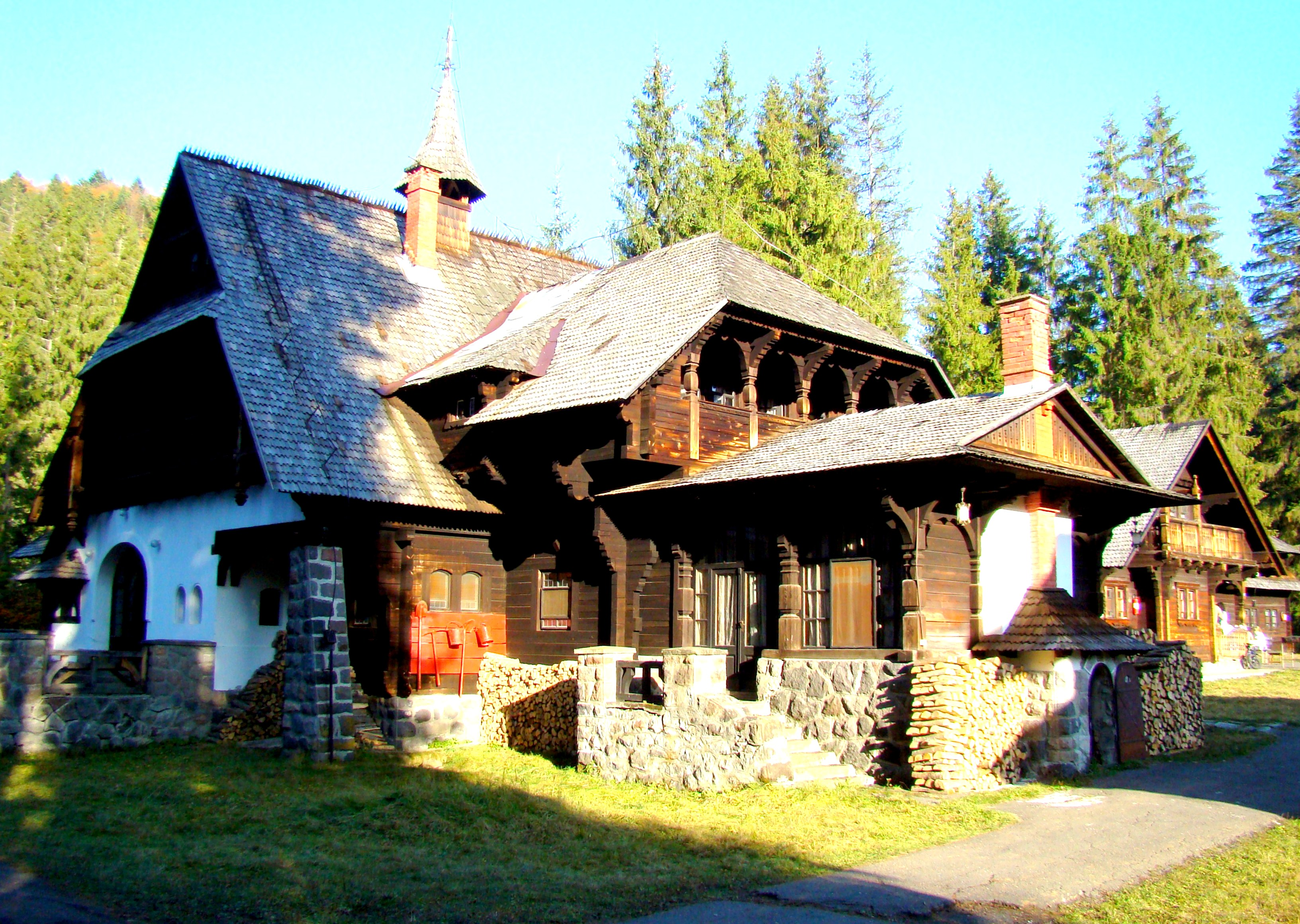
Castelul regal de vânătoare din Lăpușna
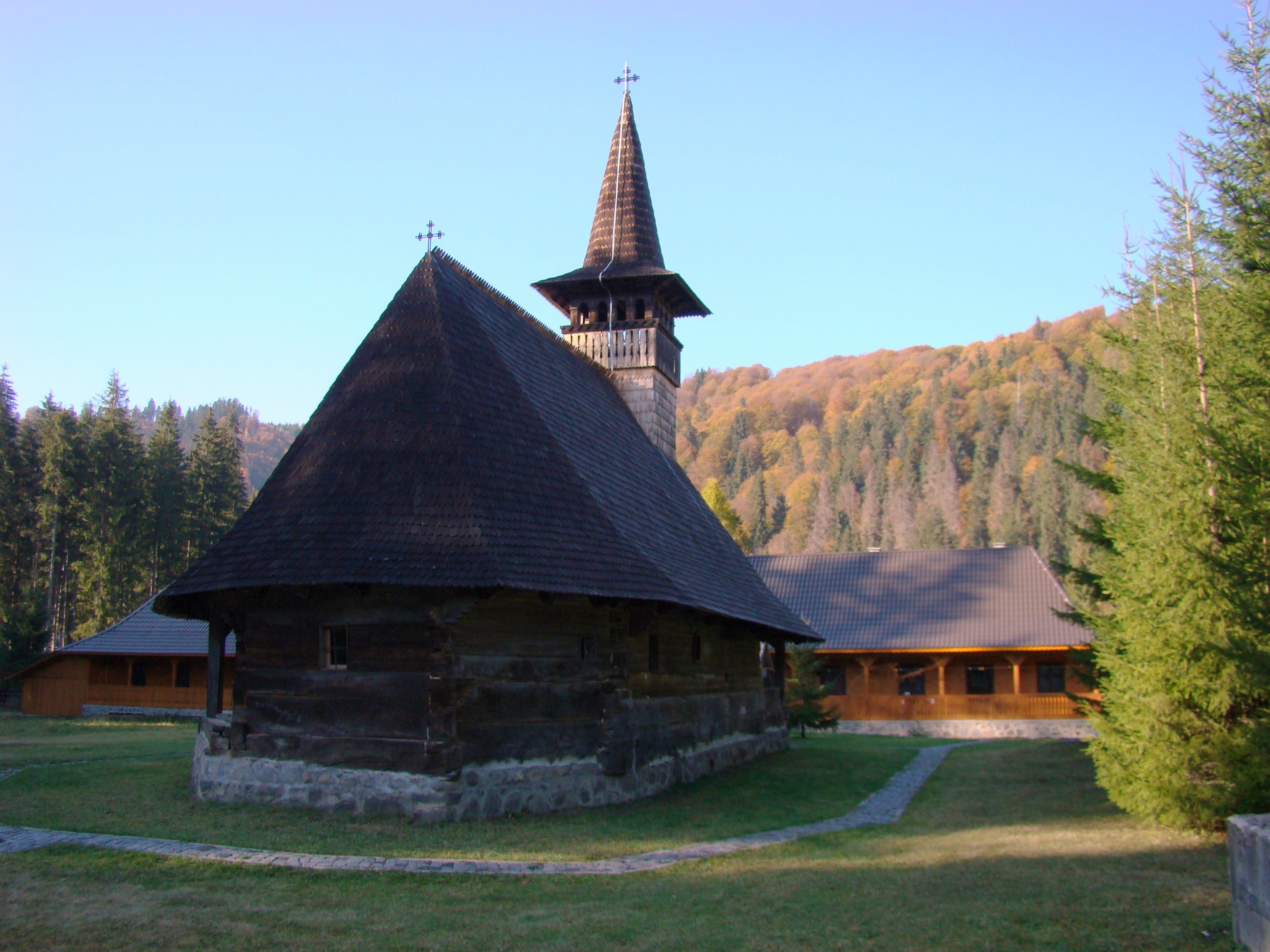
Biserica de lemn „Sfântul Nicolae" din Lăpușna